# 아르세다인
아르세다인은 아르노르의 국왕 에아렌두르 사후 세 나라로 분열된 후 북서쪽 영역을 다스린 왕국으로 앙그마르에 의해 멸망한다.
지배하에 있었던 지역으로 안누미나스, 아몬 술, 포르노스트 등이 있다. 주요 인물로 말베길, 아르겔레브, 아르벨레그, 아르베두이가 있다.
앙그마르에 의해 멸망한 후 에리아도르는 도시 단위로 영역을 형성했고 아라고른 2세가 즉위하기 전까지 멸망 전의 아르세다인이 이전까지 다스린 대부분의 영역은 누구의 지배도 없는 땅이 되었다.
하지만 이실두르의 혈통은 끊어지지 않고 이어짐으로써 보통의 인간보다 우수한 신체와 정신력을 바탕으로 앙그마르 멸망 이후에 잔존한 오크 등을 저지하며, 에리아도르의 평화에 기여했다.
먼 훗날 소설 《반지의 제왕》 시점에 등장한 왕족의 후손 아라고른 2세는 아르노르와 곤도르를 아우르는 왕국을 재건하면서 아르세다인의 영역도 회복된다.